# Tú y yo (álbum de David Bisbal)
Tú y Yo é o quinto álbum de estúdio do cantor espanhol David Bisbal. Foi lançado no dia 18 de março de 2014 pela Universal Music e Vale Music na Espanha, América Latina e Estados Unidos. O álbum foi gravado em Los Angeles, e o primeiro single lançado do álbum "Diez Mil Maneras" foi lançado no dia 23 de janeiro de 2014. O álbum foi um recorde histórico em vendagens na Espanha, em apenas duas semanas de lançamento, recebeu certificação de disco de platina duplo, e um disco de ouro na Argentina, ficando em primeiro lugar na Espanha, segundo a PROMUSICAE, entre os 100 álbuns mais vendidos. No álbum, o cantor convidou a cantora Sandy para sua canção "Hombre de Tu Vida". Tudo indica, que esta será o próximo single do álbum tanto no Brasil quanto no restante do mundo.

## Produção
David Bisbal em uma entrevista para o Univision Uforia Música, disse que as canções do disco é "autobiográfico". O álbum foi produzido e gravado em Los Angeles pelo produtor Sebastin Krys, e trabalhou com músicos que já tocaram com Paul McCartney, Elton John, Miley Cyrus entre outros.
O cantor ainda conta com colaborações dos cantores Antonio Orozco, India Martinez e da cantora brasileira Sandy.

## Singles
O quinto álbum de Bisbal foi líder em vendagens de download digital, com "Para Enarmorarte de Mí", seu primeiro single e com o seu segundo single para divulgação do álbum "Diez Mil Maneras". Na América Latina, o single também está em primeiro lugar no iTunes do Chile, Venezuela e Costa Rica.

### Faixas
| Edição padrão  |                                          |                                                              |         |  |
| N.º            | Título                                   | Compositor(es)                                               | Duração |  |
| 1.             | "No Amanhece"                            | Kike Fuentes/Vega                                            | 3:15    |  |
| 2.             | "Sí Pero No"                             | Álex Cuba                                                    | 3:47    |  |
| 3.             | "Diez Mil Maneras"                       | Justin Grey/Johan Wetterberg/Christopher Nissen/Ximena Muñoz | 3:33    |  |
| 4.             | "Si Aún Te Quieres Quedar"               | Elsten Torres/Brendan Buckley/Ximena Muñoz                   | 4:18    |  |
| 5.             | "Tú y Yo"                                | Ximena Muñoz/Tom Olbrich/Philipp Schardt/Marcus Winther-John | 3:49    |  |
| 6.             | "Mi Estrella de Cine"                    | David Bisbal/Amaury Gutiérrez                                | 3:15    |  |
| 7.             | "Culpable"                               | Kike Fuentes/Vega                                            | 3:51    |  |
| 8.             | "Hombre de Tu Vida" (feat. Sandy)        | David Bisbal/David Julca/Jonathan Julca/José Luis Chacín     | 3:29    |  |
| 9.             | "Burbuja"                                | David Santisteban/Alfonso Pérez                              | 3:56    |  |
| 10.            | "Lo Que Vendrá" (feat. Antonio Orozco)   | David Bisbal/ Antonio Orozco/José Miguel Velasquez           | 3:16    |  |
| 11.            | "Olvidé Respirar" (feat. India Martinez) | India Martínez/David Santisteban/Joaquín Paz                 | 4:22    |  |
| 12.            | "Vida, Qué Locura"                       | Manuel Carrasco                                              | 3:41    |  |
| Duração total: | Duração total:                           | Duração total:                                               | 42:42   |  |

| iTunes         |                                       |                                        |         |  |
| N.º            | Título                                | Compositor(es)                         | Duração |  |
| 13.            | "Lo Que Vivimos" (Bônus track iTunes) | Zac Poor/Christian Nilsson/Justin Gray | 3:30    |  |
| Duração total: | Duração total:                        | Duração total:                         | 45:22   |  |

| Edição Deluxe  |                                                                 |                                                    |         |  |
| N.º            | Título                                                          | Compositor(es)                                     | Duração |  |
| 14.            | "Para Enamorarte de Mí" ((Bônus Track))                         | Mauricio L. Arriaga/Jorge Eduardo Murguía          | 3:54    |  |
| 15.            | "Mamma" (Ojos Mágicos)                                          | Juan Andrés Ossadón                                | 4:22    |  |
| 16.            | "Historia De Un Amor" (feat. Marco Antônio Solís (Bônus Track)) | Carlos Eleta Almarán                               | 3:34    |  |
| 17.            | "Fuego de Noche, Nieve de Día" (feat. Paty Cantú (Bônus Track)) | Luís Gómez Escolar/Karl Camerón/Robert Edward Rosa | 3:30    |  |
| Duração total: | Duração total:                                                  | Duração total:                                     | 60:12   |  |

## Lançamento
Antes do lançamento do álbum, David Bisbal lançou um curta-metragem que contém 4 vídeoclipes, com novos temas. Todos os vídeos foram dirigidos pelo premiado diretor Goya Kike Meíllo, e são protagonizados pelo cantor e pela atriz espanhola María Valverde.

### Certificações
David Bisbal bateu recordes de vendagens com seu mais novo álbum. Ganhou dois discos de platina na Espanha e um disco de ouro na Argentina, e está como número 1 em vendas nos dois países.
| País                 | Certificação | Vendas   |
| -------------------- | ------------ | -------- |
| Argentina - CAPIF    | Ouro         | 20.000+  |
| Espanha - PROMUSICAE | 2× Platina   | 120.000+ |

### Turnê
O cantor já se prepara para a turnê promocional, que começará no dia 21 de março de 2014 em Buenos Aires na Argentina. A promoção de seu disco ainda o levará para o México, Chile, Uruguay, Venezuela, Espanha, Estados Unidos e Brasil.

### Paradas musicais
| Tabela musical (2013)   | Melhor posição |
| ----------------------- | -------------- |
| Espanha (TOP100ÁLBUMES) | 1              |